# Paraliparis plagiostomus
Paraliparis plagiostomus är en fiskart som beskrevs av Stein, Chernova och Anatoly Petrovich Andriashev 2001. Paraliparis plagiostomus ingår i släktet Paraliparis och familjen Liparidae. IUCN kategoriserar arten globalt som otillräckligt studerad. Inga underarter finns listade i Catalogue of Life.